# Suttsu
Suttsu (japanska: 寿都町?, Suttsu-chō) är en landskommun (köping) i Hokkaido prefektur i Japan.    